# سرزمین (فیلم ۱۹۶۹)
زمین (عربی: الأرض) یک فیلم به کارگردانی یوسف شاهین است که در سال ۱۹۶۹ منتشر شد. از بازیگران آن می‌توان به حمدی احمد و محمود الملیجی اشاره کرد.